# Нова
Нова (лат. Nova, множ. Novae) је један од најбоље проучених типова еруптивних променљивих звезда. Деле се на обичне нове, рекурентне нове и променљиве налик новим. Патуљасте нове су звезде које често еруптирају и, мада су налик новим, имају одређене посебне карактеристике.
Луминозност нових при ерупцији скаче рапидно — за 7 — 18 магнитуда у току од свега неколико дана. Након овог периода следи постепено опадање сјаја, које може трајати неколико месеци или неколико година. Сјај рекурентних нових се повећава за нешто мање од 10 магнитуда, а патуљастих нових за 2 — 6 магнитуда. Рекурентне нове су периодичне — до ерупције долази на сваких неколико деценија. Код патуљастих нових период између две ерупције је још краћи — од 20 до 600 дана. Повећање сјаја зависи од периода између две ерупције — што је период дужи, ерупција је интензивнија (повећање сјаја изражено у магнитудама је приближно пропорционално логаритму периода). Могуће је да исто важи и за обичне нове, али је код њих период више хиљада или милиона година.
Посматрања указују на то да су све нове и патуљасте нове део блиских бинарних система, од којих је једна нормална звезда а друга бели патуљак окружен гасним диском. Нормална звезда испуњава своју Рошову површ и материјал са ње тече ка белом патуљку око кога формира акрециони диск. Материјал се загрева док не почне фузија водоника, и спољашњи омотач буде избачен. Сјај звезде брзо расте, а затим — док се омотач шири — постепено опада. Трансфер материјала се ипак не прекида, тако да после новог периода накупљања материјала са нормалне звезде долази до нове ерупције. У случају када температура довољно порасте да може да дође до фузије угљеника у језгру белог патуљка, настаје супернова типа Ia. У галаксији величине Млечног пута се јавља педесетак нових годишње, а једна супернова типа Ia у веку.
У спектру нових присутне су емисионе и апсорпционе линије ширећег гаса. На основу Доплеровог ефекта процењена брзина ширења гаса је око 1000 km/s. Како експанзија тече, тако спектар гаса све више постаје налик на спектар емисионих маглина. Омотач који се шири се некада може и директно видети на фотографијама нових.
Променљиве налик новим (некада се називају и симбиотским звездама) деле неке карактеристике са новима, као што су емисионе линије које потичу из циркумстеларног гаса и брза промена сјаја. У питању су такође блиски бинарни системи, код којих материјал прелази са једне звезде на другу, али без ерупција.

## Звездана еволуција новa
Еволуција потенцијалних нова почиње са две звезде главног низа у бинарном систему. Један од њих еволуира у црвеног џина, остављајући своје језгро белог патуљака у орбити са преосталом звездом. Друга звезда, која може бити или звезда главне секвенце или остарели џин, почиње да одбацује свој омотач на свог белог патуљка сапутника када преплави свој Рошов режањ. Као резултат тога, бели патуљак стално хвата материју из спољашње атмосфере пратиоца у акрециони диск, а заузврат, акретирана материја пада у атмосферу. Како се бели патуљак састоји од дегенерисане материје, нагомилани водоник се не надувава, већ се његова температура повећава. Незадржива фузија се дешава када температура овог атмосферског слоја достигне ~20 милиона K, покрећући нуклеарно сагоревање, преко CNO циклуса.
Фузија водоника може се стабилно одвијати на површини белог патуљка за уски опсег стопа акреције, што доводи до супер меког извора рендгенских зрака, али за већину параметара бинарног система, сагоревање водоника је термички нестабилно и брзо се претвара велика количина водоника у друге, теже хемијске елементе у неконтролисаној реакцији, ослобађајући огромну количину енергије. Ово одува преостале гасове са површине белог патуљка и производи изузетно јак излив светлости.
Пораст до врхунске осветљености може бити веома брз или постепен. Ово је повезано са класом брзине нове; ипак након врхунца, осветљеност стално опада. Време које је потребно да нова пропадне за око 2 или 3 магнитуде од максималне оптичке светлости користи се за класификацију, преко њене класе брзине. Брзим новама ће обично бити потребно мање од 25 дана да се распадну за 2 магнитуде, док ће спорим новима бити потребно више од 80 дана.
Упркос њиховој насилности, обично је количина материјала избаченог у новима само око 1⁄10,000 соларне масе, прилично мала у односу на масу белог патуљка. Штавише, само пет процената нарасле масе се стапа током избијања енергије. Без обзира на то, ово је довољно енергије да убрза избацивање нове до брзина од неколико хиљада километара у секунди, веше за брзе нове него споре, уз истовремени пораст осветљености од неколико пута соларне до 50.000–100.000 пута соларне. Године 2010. научници су користећи НАСА-ин Ферми гама-свемирски телескоп открили да нова такође може да емитује гама-зраке (>100 MeV).
Потенцијално, бели патуљак може да генерише више нова током времена, јер додатни водоник наставља да се нагомилава на његову површину од његове звезде пратиоца. Пример је РС Офијући, за коју се зна да се палила седам пута (1898, 1933, 1958, 1967, 1985, 2006. и 2021. године). На крају, бели патуљак би могао експлодирати као супернова типа Ia ако се приближи Чандрасекаровој граници.
Повремено, нове су довољно светле и довољно близу Земљи да би биле уочљиве голим оком. Најсјајнији недавни пример је Нова Лабуд 1975. Ова нова се појавила 29. августа 1975. у сазвежђу Лабуд око пет степени северно од Денеба и достигла магнитуду 2,0 (скоро сјајну као Денеб). Најновије су биле V1280 Scorpii, која је достигла магнитуду 3,7 17. фебруара 2007. и Нова Делфини 2013. Нова Кентаури 2013 је откривена 2. децембра 2013. и до сада је најсјајнија нова овог миленијума, достижући магнитуду 3,3.

### Хелијумске нове
Хелијумска нова (која пролази кроз хелијумски бљесак) је предложена категорија догађаја нове којој недостају водоничне линије у спектру. Ово може бити узроковано експлозијом хелијумске шкољке на белом патуљку. Теорија је први пут предложена 1989. године, а први кандидат хелијумске нове који је посматран био је V445 Puppis 2000. године. Од тада, четири друге нове су предложене као хелијум нове.

## Стопа појављивања и астрофизички значај
Астрономи процењују да Млечни пут доживљава отприлике 30 до 60 нових звезда годишње. Једно недавно испитивање је утврдило вероватно побољшану стопу од око 50±27. Број нова које се открију у Млечном путу сваке године је много мањи, око 10, вероватно због удаљених нова које су заклоњене апсорпцијом гаса и прашине. Отприлике 25 нова светлијих од отприлике двадесетине магнитуде се открије у галаксији Андромеда сваке године, а мањи бројеви се виде у другим оближњим галаксијама. Од 2019. године, 407 вероватних нова је забележено у Млечном путу.
Спектроскопско посматрање маглина које нове ејектирају показало је да су оне обогаћене елементима као што су хелијум, угљеник, азот, кисеоник, неон и магнезијум. Допринос нова међузвезданом медију није велики; нове дају само 1⁄50 материјала галаксији у поређењу са суперновама, и само 1⁄200 количине коју стварају црвени гиганти и звезде суперџинови.
Рекурентне нове као што је РС Змијоник (они са периодима од неколико деценија) су ретке. Астрономи, међутим, теоретизирају да се већина, ако не и све, нове понављају, иако на временским скалама у распону од 1.000 до 100.000 година. Интервал понављања за нову је мање зависан од брзине акреције белог патуљка него од његове масе; са својом снажном гравитацијом, масивним белим патуљцима је потребно мање прираста да би подстакли ерупцију од оних мање масе. Сходно томе, интервал је краћи за беле патуљке велике масе.
V Стрелац је необична по томе што сада може предвидети да ће постати нова за отприлике 2083, плус или минус око 11 година.
Дана 27. маја 2020, астрономи су известили да су класичне експлозије нова галактички произвођачи елемента литијум.

### Подтипови
Нове су класификоване према брзини развоја светлосне криве.
- NA: брзе нове, са брзим повећањем сјаја, праћено падом сјаја од 3 магнитуде — на око 1⁄16 сјаја — у року од 100 дана.[18]
- NB: споре нове, са магнитудама од 3, опадају током 150 дана или више.
- NC: веома споре нове, познате и као симбиотске нове, које остају на максималној светлости деценију или више, а затим веома споро бледе.
- NR/RN: понављајуће нове, нове са две или више ерупција раздвојених за 10–80 година.[19]